# سیارک ۳۱۸۵
سیارک ۳۱۸۵ (به انگلیسی: 3185 Clintford، نامگذاری:1953VY1) سه هزار و صد و هشتاد و پنجمین سیارک کشف شده‌است که در ۱۱ نوامبر ۱۹۵۳ کشف شد.
قدر مطلق سیارک برابر ۱۴٫۰۰ است.